# Adão Antônio Brandão
Adão Antônio Brandão (Penafiel, 22 de agosto de 1896 — Rio de Janeiro, 02 de julho de 1978) foi um futebolista português do clube brasileiro Vasco da Gama do Rio de Janeiro.

## Carreira
Estudou no Colégio São Carlos, no Porto. Em 1910, ingressou nas camadas jovens do Futebol Clube do Porto, onde jogou como titular até 1911. Em outubro de 1912, finalizados os estudos preparatórios, Adão decidiu embarcar para o Brasil, contra a vontade dos seus pais. Chegado ao Brasil, foi recebido por familiares, proprietários de uma fábrica de calçado, a Fábrica Brandão, onde viria a trabalhar.
Adão tornou-se o autor do primeiro gol da história do Vasco da Gama, no dia 3 de maio de 1916, numa partida contra o Paladino Foot-Ball Club perdida por 10 a 1.
Nos tempos do amadorismo, Adão marcou época no clube como um atleta polivalente, que se destacava tanto no futebol quanto em outros esportes, como atletismo, remo, natação e pólo aquático. Foi campeão carioca com o Vasco da Gama em 1923, primeiro título da Primeira Divisão do clube.
O jogo de despedida de Adão Antônio Brandão pelo Vasco da Gama, foi em um Amistoso Internacional no dia 2 de dezembro de 1923 contra a equipe do Universal Football Club do Uruguai no Estádio das Laranjeiras (Rio de Janeiro).